# Antoine Wiertz
Antoine Joseph Wiertz (ur. 22 lutego 1806 w Dinant, zm. 18 czerwca 1865 w Brukseli) – belgijski artysta romantyczny, uprawiał malarstwo, rzeźbę, grafikę i rysunek.
Urodził się w niezamożnej rodzinie, jednak dzięki pomocy sponsorów i stypendium Wilhelma I mógł podjąć studia artystyczne w Akademii Sztuk Pięknych w Antwerpii. Naukę kontynuował w latach 1829–1832 w Paryżu, gdzie studiował dzieła wielkich mistrzów. W 1832 zdobył nagrodę i stypendium Prix de Rome i od maja 1834 do lutego 1837 przebywał w Rzymie. Po powrocie do Belgii osiadł z matką w Liège.
Artysta malował głównie wielkoformatowe obrazy o tematyce mitologicznej, religijnej i historycznej. Był zafascynowany śmiercią, przedstawiał sceny szokujące i niesamowite, często dziwaczne i makabryczne. Malował też przesycone erotyzmem akty i rzadziej portrety. Jego prace budziły kontrowersje, często bowiem naruszały granicę dobrego smaku. Najsłynniejsze obrazy Wiertza to Dwie młode dziewczyny, Przedwczesny pogrzeb, tryptyk Chrystus w grobie, Ewa i Szatan i Ucieczka do Egiptu oraz wyzywający akt Czytająca romans.
Na twórczość malarza największy wpływ mieli Michał Anioł i Rubens, jego prace łączą ze sobą elementy akademizmu, malarstwa romantycznego i symbolizmu. Wiertz eksperymentował też z nowatorskimi technikami malarskimi, które miały wyeliminować połysk obrazów olejnych. Ponadto rzeźbił, uprawiał rysunek i grafikę.
Antoine Wiertz cieszył się za życia uznaniem, jego wielbicielem był król Leopold I Koburg. Dzięki pomocy rządu belgijskiego wzniósł olbrzymią pracownię, w której mógł realizować swoje monumentalne projekty. Obecnie w dawnej pracowni mieści się muzeum jego imienia: Musée Wiertz. Malarz zmarł podczas pracy w 59. roku życia, jego ciało zostało zabalsamowane na wzór mumii egipskich i złożone na cmentarzu w Elsene.

## Galeria

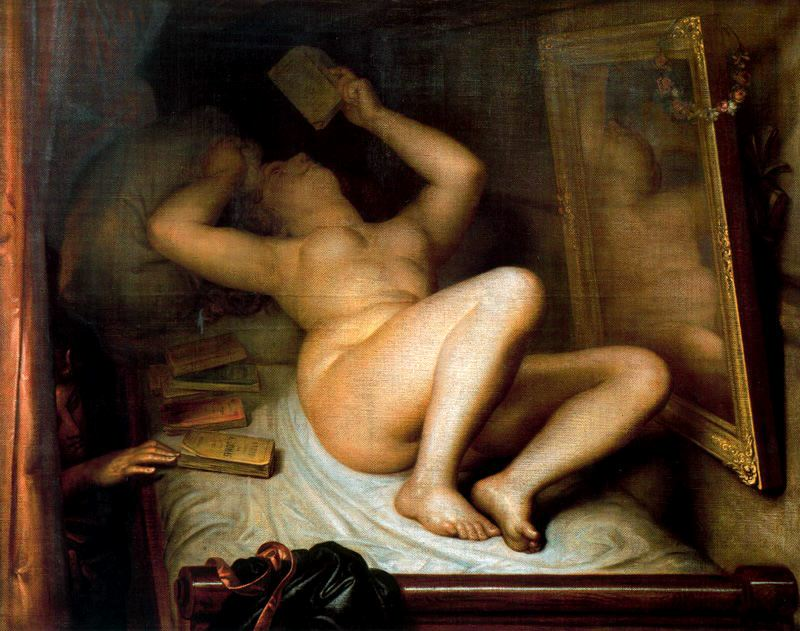
Czytająca romans, 1853
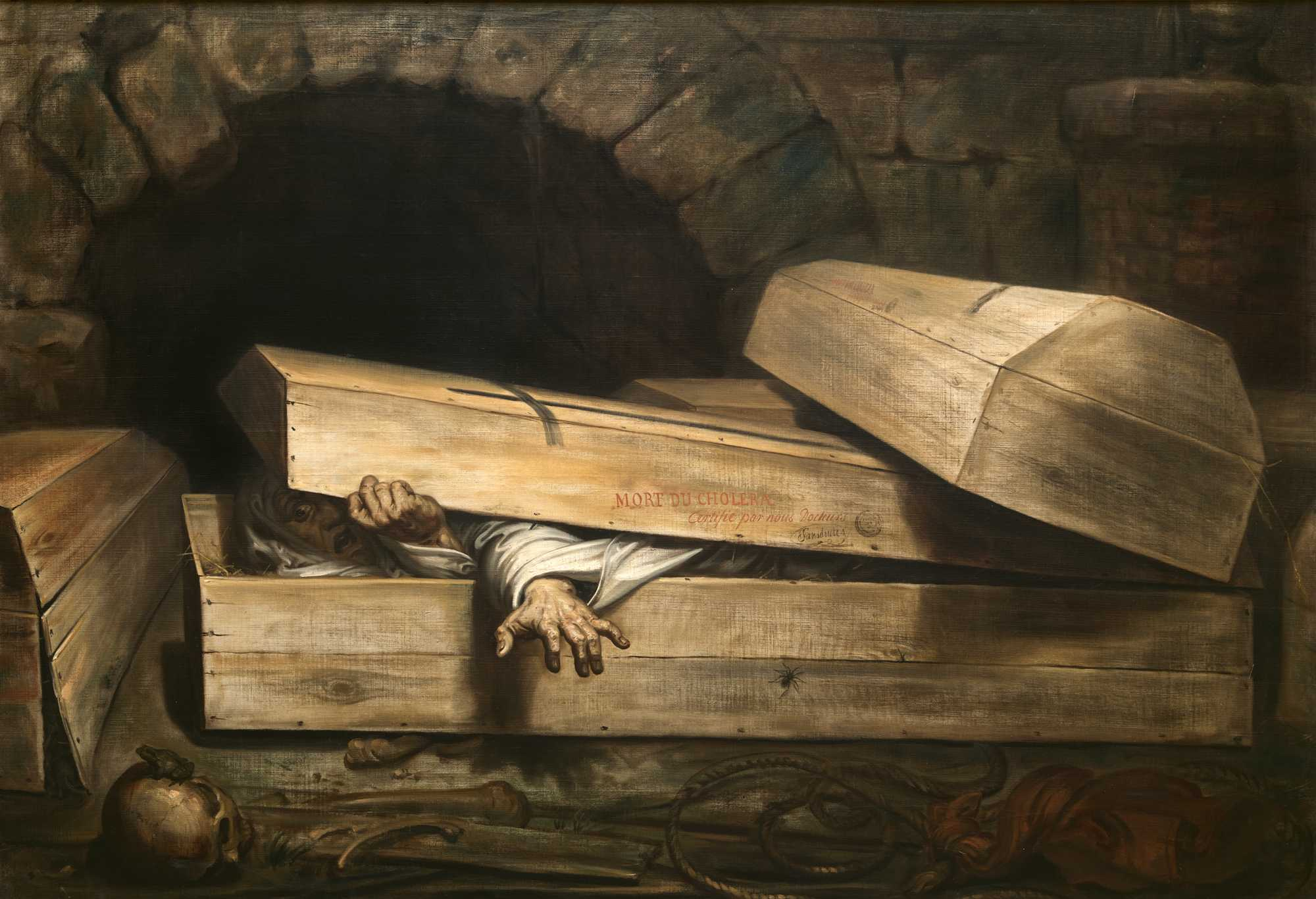
Przedwczesny pogrzeb, 1854
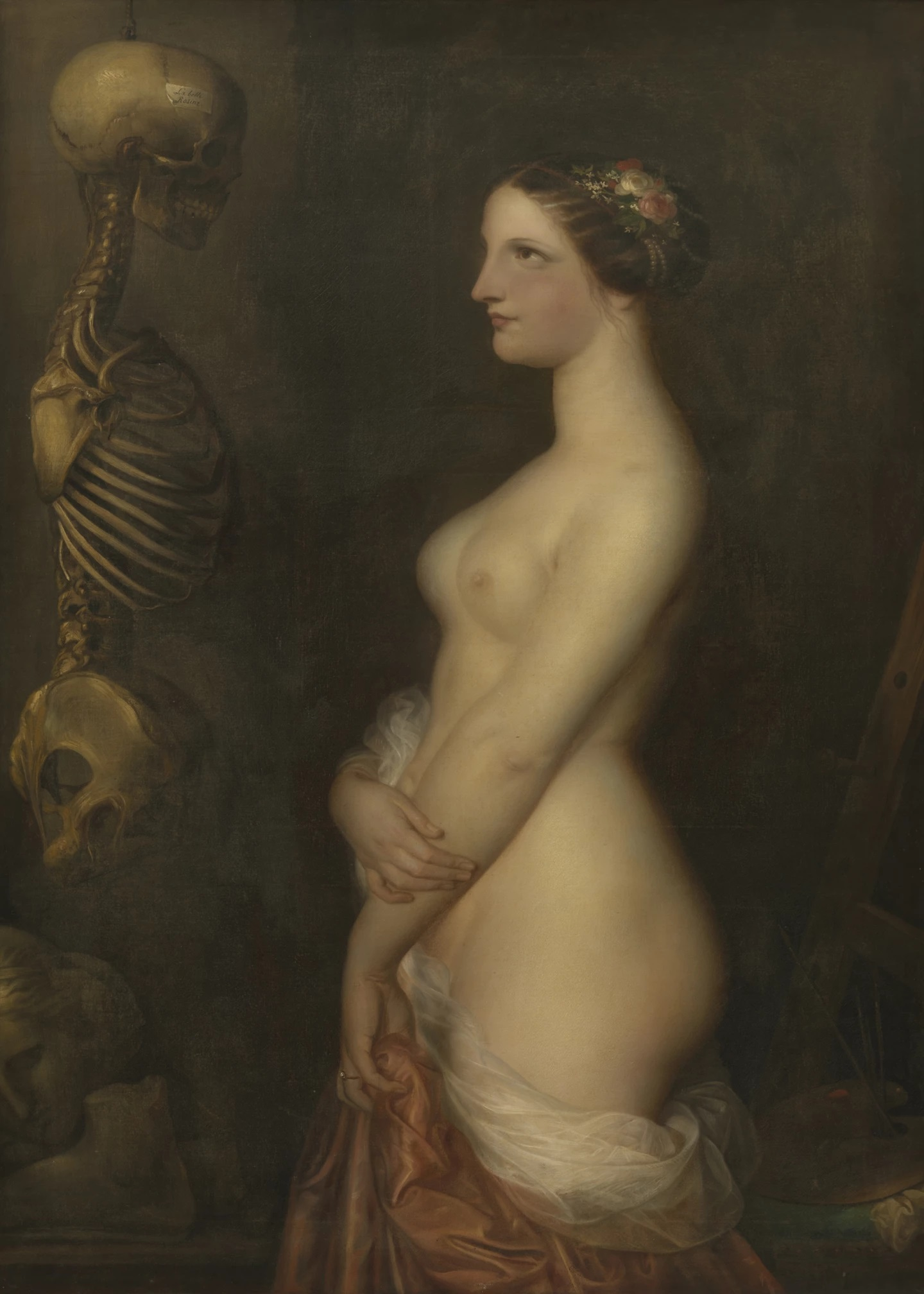
Dwie młode dziewczyny, 1847
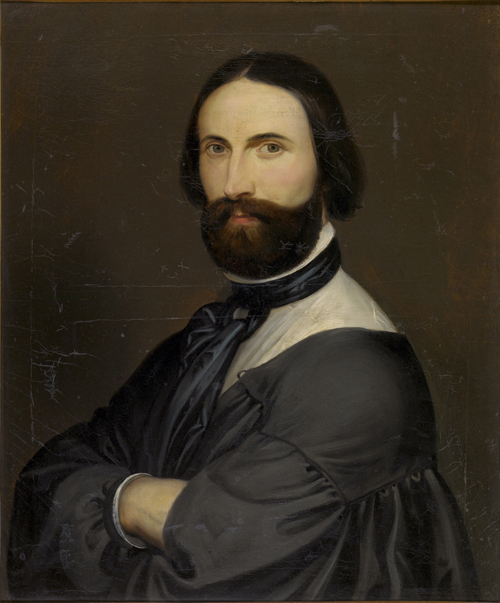
Autoportret